# 1873 في كندا
فيما يلي قوائم الأحداث التي وقعت خلال عام 1873 في كندا.

## سياسة

### تعيين في المنصب
- 1 يناير – آدامز جورج أرشيبالد نائب حاكم نوفا سكوشا [الإنجليزية]‏.
- 1 يناير – جوزيف هاو نائب حاكم نوفا سكوشا [الإنجليزية]‏.
- 7 نوفمبر – ألكسندر ماكينزي رئيس وزراء كندا.
- 16 ديسمبر – جورج براون عضو مجلس الشيوخ الكندي.

### انتهاء فترة المنصب
- 1 يناير – جوزيف هاو عضو مجلس العموم الكندي،نائب حاكم نوفا سكوشا [الإنجليزية]‏.
- 1 مايو – تشارلز هاستينغز دويل نائب حاكم نوفا سكوشا [الإنجليزية]‏.
- 5 نوفمبر – جون ماكدونالد رئيس وزراء كندا.

## مواليد

### أبريل
- 25 أبريل – فيليكس دهيريل

### مايو
- 20 مايو – أوزوالد ويست سياسي أمريكي.

### يونيو
- 13 يونيو – جين أدير

### سبتمبر
- 11 سبتمبر – هاري سميث سياسي كندي.

### يونيو
- 1 يونيو – جوزيف هاو (مواليد 1804) سياسي كندي.